# Nuevo Porvenir, La Trinitaria
Nuevo Porvenir är en ort i Mexiko.   Den ligger i kommunen La Trinitaria och delstaten Chiapas, i den sydöstra delen av landet, 900 km öster om huvudstaden Mexico City. Nuevo Porvenir ligger 1 543 meter över havet och antalet invånare är 211.
Terrängen runt Nuevo Porvenir är kuperad söderut, men norrut är den platt. Runt Nuevo Porvenir är det ganska glesbefolkat, med 43 invånare per kvadratkilometer. Närmaste större samhälle är Vicente Guerrero, 11,0 km sydväst om Nuevo Porvenir. I omgivningarna runt Nuevo Porvenir växer huvudsakligen savannskog.